# Deutsch-Französischer Campus von Sciences Po
Der Deutsch-Französische Europäische Campus Nancy, französisch Campus européen franco-allemand à Nancy, ist ein integraler Bestandteil der französischen Grande École Sciences Po. Als einer von sechs geografischen Schwerpunkt-Campus absolvieren die Studierenden hier das Sciences Po-Programm mit besonderem Fokus auf die dreisprachige Mineure (deutsch in etwa: Nebenfach) „Europäische Union und Deutsch-Französische Partnerschaft“.

## Geschichte
Der deutsch-französische Campus in Nancy wurde im Jahr 2000 als erster von derzeit sechs regionalen Campus gegründet. Die Initiative dazu ging vom damaligen Direktor des Institut d’études politiques de Paris, Richard Descoings, aus, der während seiner Amtszeit maßgeblich daran arbeitete, das Bildungsinstitut zu internationalisieren. Derzeit studieren etwa 350 Studenten am Campus in Nancy, von denen rund 40 % aus dem internationalen, überwiegend europäischen Raum stammen. Diese internationale Erfahrung, geprägt von kultureller Vielfalt in den ersten beiden Studienjahren in Nancy, wird durch ein drittes Jahr im Ausland an einer der 480 Partneruniversitäten der Grande École ergänzt.
Die Entscheidung, einen deutsch-französischen Campus – und zudem den ersten – in Nancy zu gründen, hatte auch symbolische Bedeutung: Sie unterstreicht die zentrale Rolle der deutsch-französischen Beziehungen als „Motor der europäischen Integration“. Nancy, in unmittelbarer Nähe zu Deutschland und Luxemburg gelegen und nur eineinhalb Zugstunden von Paris entfernt, gilt als eine weltoffene Stadt mit starkem europäischen Bezug. Besonders bekannt sind das architektonische Ensemble um den Place Stanislas, das zum UNESCO-Weltkulturerbe zählt, sowie die École de Nancy, ein Vorreiter des französischen Art Nouveau. Der Campus selbst ist in einem geschichtsträchtigen Gebäude aus dem 18. Jahrhundert untergebracht, dem ehemaligen „Hôtel des Missions Royales“.

## Studium
Das Studium erstreckt sich über drei Jahre, von denen zwei in Nancy und eines an einer der 480 Partneruniversitäten von Sciences Po Paris absolviert werden. Die Studierenden erwerben dabei den Abschluss eines Bachelor of Arts.
Die Ausbildung am Campus Nancy sowie generell bei Sciences Po Paris zeichnet sich durch einen multidisziplinären Ansatz in den Geistes- und Sozialwissenschaften aus, der durch Kurse im künstlerischen Bereich und Zusatzfächer wie Mathematik ergänzt wird. Ein besonderer Schwerpunkt liegt auf der Untersuchung politischer, wirtschaftlicher und sozialer Herausforderungen, denen die Europäische Union aktuell aus einer deutsch-französischen Perspektive gegenübersteht. Die Unterrichtssprachen sind Französisch, Deutsch und Englisch.
Die Studiengebühren variieren – abhängig vom Einkommen der Eltern – zwischen 0 und 14.720 €, wobei diese jährlich angehoben werden. Absolventen des Bachelor-Programms aller sieben Campus von Sciences Po haben die Möglichkeit, sich für einen Master am Hauptcampus in Paris einzuschreiben, können jedoch auch an andere Hochschulen für weiterführende Studien wechseln.
Der Campus Nancy bietet zudem Doppelbachelor-Studiengänge in Zusammenarbeit mit der Freien Universität Berlin, dem University College London und der Luiss-Universität in Rom an.

### Programmstruktur
Im ersten Studienjahr liegt der Schwerpunkt auf dem Erwerb unterschiedlicher Methodiken sowie auf der Einführung in die zentralen Disziplinen, die das Fundament der Ausbildung bilden: Politikwissenschaft, Rechtswissenschaft, Geschichte, Ökonomie, Soziologie und Politische Philosophie. Das Studienangebot wird durch künstlerisch-kreative Ateliers sowie je einen fakultativen Sportkurs pro Semester ergänzt.
Im zweiten Studienjahr wählen die Studierenden eine transdisziplinäre Spezialisierung, eine sogenannte Majeure. Dabei stehen drei Optionen zur Auswahl:
- Politik und Regierung (Schwerpunkt auf Politikwissenschaft und Recht)
- Politische Geisteswissenschaften (Schwerpunkt auf Geschichte und Politische Philosophie)
- Wirtschaft und Gesellschaft (Schwerpunkt auf Ökonomie und Soziologie)

Zusätzlich muss einer der vier Kurse aus dem Tronc commun („Kernprogramm“) gewählt werden, das auf allen Campus einheitlich angeboten wird: Jura, Internationale Beziehungen, Handel und Internationale Finanzwirtschaft sowie Globale soziologische Debatten.
Das dritte Studienjahr wird im Ausland absolviert. Die Studierenden haben die Wahl zwischen einem vollständigen Studienjahr an einer Partneruniversität oder einem „hybriden“ Jahr, das ein Studiensemester mit einem praktischen Semester kombiniert.

### Der „Parcours civique“
Eine Besonderheit des Studiums an Sciences Po ist der sogenannte Parcours civique, was wörtlich „Bürgerschaftliches Lernprogramm“ bedeutet. Dieses Programm fordert die Studierenden zu einem verpflichtenden zivilgesellschaftlichen Engagement auf. Im ersten Studienjahr entwickeln die Studierenden ihr Projekt, das sie in einem Lettre d’engagement (Engagementsschreiben) vorstellen. Zwischen dem ersten und zweiten Studienjahr absolvieren alle Studierenden dann ein soziales Praktikum, das dem Gemeinwohl dienen soll. Im zweiten Studienjahr verpflichten sich die Studierenden, wöchentlich einige Stunden in einem zivilgesellschaftlichen Projekt zu arbeiten, das sie basierend auf ihren vorher festgelegten Interessensgebieten auswählen. Im abschließenden „Capstone-Projekt“, ähnlich einer Bachelorarbeit, müssen die Studierenden diese praktischen Erfahrungen mit ihrem erworbenen Wissen und akademischen Fähigkeiten kombinieren, um den Bachelor-Abschluss zu erlangen.

### Außerschulisches Angebot
Die relativ geringe Anzahl an Studierenden ermöglicht eine intensive Teilnahme am Campusleben. Über 50 verschiedene künstlerische, sportliche und soziale Projekte werden von den Studierenden des zweiten Jahres organisiert und geleitet. Mehrmals jährlich finden zudem sportliche und künstlerische Treffen zwischen den regionalen Campus statt, die jeweils an einem der sieben Standorte ausgerichtet werden. Zu diesen Veranstaltungen gehören auch die sogenannten „Collégiades“: ein interdisziplinärer Wettbewerb mit Sport- und Kunstveranstaltungen, bei dem sich jährlich über 1.000 Studierende für drei Tage versammeln und gegeneinander antreten. Der Campus Nancy hält mit zehn ersten Plätzen und vier zweiten Plätzen bei 14 Ausgaben den Rekord für die meisten Collégiades-Siege.

## Absolventen
- Oliver Luksic (* 1979), deutscher Politiker
- Michael Schmidmayr (* 1980), deutscher Diplomat